# Selección de fútbol sub-23 de Catar
La Selección de fútbol sub-23 de Catar, conocida también como la Selección olímpica de fútbol de Catar, es el equipo que representa al país en Fútbol en los Juegos Olímpicos, en los Juegos de Asia y en la Copa de Naciones del Golfo; y es controlada por la Federación de Fútbol de Catar.

## Palmarés
- Juegos de Asia: 1

2006

## Estadísticas

### Juegos Olímpicos
| Año   | Ronda            | Posición     | PJ           | PG           | PE           | PP           | GF           | GC           | DG           |
| ----- | ---------------- | ------------ | ------------ | ------------ | ------------ | ------------ | ------------ | ------------ | ------------ |
| 1992  | Cuartos de final | 8.º          | 4            | 1            | 1            | 2            | 2            | 5            | -3           |
| 1996  | No clasificó     | No clasificó | No clasificó | No clasificó | No clasificó | No clasificó | No clasificó | No clasificó | No clasificó |
| 2000  | No clasificó     | No clasificó | No clasificó | No clasificó | No clasificó | No clasificó | No clasificó | No clasificó | No clasificó |
| 2004  | No clasificó     | No clasificó | No clasificó | No clasificó | No clasificó | No clasificó | No clasificó | No clasificó | No clasificó |
| 2008  | No clasificó     | No clasificó | No clasificó | No clasificó | No clasificó | No clasificó | No clasificó | No clasificó | No clasificó |
| 2012  | No clasificó     | No clasificó | No clasificó | No clasificó | No clasificó | No clasificó | No clasificó | No clasificó | No clasificó |
| 2016  | No clasificó     | No clasificó | No clasificó | No clasificó | No clasificó | No clasificó | No clasificó | No clasificó | No clasificó |
| 2021  | No clasificó     | No clasificó | No clasificó | No clasificó | No clasificó | No clasificó | No clasificó | No clasificó | No clasificó |
| 2024  | No clasificó     | No clasificó | No clasificó | No clasificó | No clasificó | No clasificó | No clasificó | No clasificó | No clasificó |
| 2028  | Por definir      | Por definir  | Por definir  | Por definir  | Por definir  | Por definir  | Por definir  | Por definir  | Por definir  |
| Total | 1/8              | ?.º          | 4            | 1            | 1            | 2            | 2            | 5            | -3           |

### Copa Asiática Sub-23
| Año   | Ronda            | Posición     | PJ           | PG           | PE           | PP           | GF           | GC           | DG           |
| ----- | ---------------- | ------------ | ------------ | ------------ | ------------ | ------------ | ------------ | ------------ | ------------ |
| 2013  | No clasificó     | No clasificó | No clasificó | No clasificó | No clasificó | No clasificó | No clasificó | No clasificó | No clasificó |
| 2016  | Cuarto lugar     | 4.º          | 6            | 4            | 0            | 2            | 13           | 10           | +3           |
| 2018  | Tercer Lugar     | 3.º          | 6            | 5            | 1            | 0            | 10           | 5            | +5           |
| 2020  | Fase de grupos   | 11.º         | 3            | 0            | 3            | 0            | 3            | 3            | 0            |
| 2022  | Fase de grupos   | 13.º         | 3            | 0            | 2            | 1            | 3            | 9            | -6           |
| 2024  | Cuartos de final | 6.º          | 4            | 2            | 1            | 1            | 6            | 5            | -1           |
| Total | 5/6              | –            | 22           | 11           | 7            | 4            | 35           | 32           | +3           |

### Juegos de Asia
| Año   | Ronda            | Posición     | PJ           | PG           | PE           | PP           | GF           | GC           | DG           |
| ----- | ---------------- | ------------ | ------------ | ------------ | ------------ | ------------ | ------------ | ------------ | ------------ |
| 2002  | Fase de grupos   | 11.º         | 3            | 1            | 2            | 0            | 13           | 2            | +11          |
| 2006  | Medalla de Oro   | 1.º          | 6            | 5            | 0            | 1            | 13           | 2            | +11          |
| 2010  | Octavos de final | 9.º          | 4            | 2            | 1            | 1            | 4            | 2            | +2           |
| 2014  | No participó     | No participó | No participó | No participó | No participó | No participó | No participó | No participó | No participó |
| 2018  | Fase de grupos   | 21.º         | 3            | 0            | 1            | 2            | 1            | 8            | -7           |
| 2023  | Octavos de final | 16.º         | 3            | 0            | 1            | 2            | 1            | 3            | -2           |
| 2026  | Por definir      | Por definir  | Por definir  | Por definir  | Por definir  | Por definir  | Por definir  | Por definir  | Por definir  |
| Total | 6/7              | 13.º         | 18           | 8            | 5            | 6            | 32           | 17           | +15          |

### Copa de Naciones del Golfo
| Año   | Ronda          | Posición | PJ | PG | PE | PP | GF | GC | DG  |
| ----- | -------------- | -------- | -- | -- | -- | -- | -- | -- | --- |
| 2008  | Tercer Lugar   | 3.º      | 4  | 1  | 2  | 1  | 8  | 5  | +3  |
| 2010  | Cuarto lugar   | 4.º      | 4  | 0  | 2  | 2  | 2  | 6  | -4  |
| 2011  | Cuarto lugar   | 4.º      | 4  | 1  | 0  | 3  | 3  | 9  | -6  |
| 2012  | Cuarto lugar   | 4.º      | 4  | 1  | 3  | 0  | 6  | 5  | +1  |
| 2013  | Fase de grupos | 6.º      | 2  | 0  | 0  | 2  | 0  | 4  | -4  |
| 2015  | Fase de grupos | 6.º      | 2  | 0  | 1  | 1  | 0  | 3  | -3  |
| 2016  | Cuarto lugar   | 4.º      | 4  | 1  | 0  | 3  | 1  | 5  | -4  |
| Total | 7/7            | 4.º      | 24 | 4  | 8  | 12 | 20 | 37 | -17 |

## Últimos partidos y próximos encuentros
Actualizado al último partido jugado el 25 de abril de 2024
| Fecha      | Ciudad   | Local     | Resultado | Visitante | Competición                  |
| ---------- | -------- | --------- | --------- | --------- | ---------------------------- |
| 01-10-2023 | Hangzhou | China     | 1:0       | Catar     | Juegos Asiáticos 2023        |
| 17-11-2023 | Khobar   | Australia | 2:1       | Catar     | Partido amistoso             |
| 02-04-2024 | Rayán    | Catar     | 0:2       | China     | Partido amistoso             |
| 07-04-2024 | Duhail   | Catar     | 1:0       | Malasia   | Partido amistoso             |
| 15-04-2024 | Doha     | Catar     | 2:0       | Indonesia | Copa Asiática Sub-23 de 2024 |
| 18-04-2024 | Doha     | Catar     | 2:1       | Jordania  | Copa Asiática Sub-23 de 2024 |
| 21-04-2024 | Rayán    | Catar     | 0:0       | Australia | Copa Asiática Sub-23 de 2024 |
| 25-04-2024 | Doha     | Catar     | 2:4       | Japón     | Copa Asiática Sub-23 de 2024 |

## Entrenadores
| Periodo       | Nombre                      |
| ------------- | --------------------------- |
| 1998–1999     | Jo Bonfrere                 |
| 1999–2000     | José Paulo                  |
| 2003          | Alex Dupont                 |
| 2007          | Hassan Hormatallah          |
| 2011–2012     | Paulo Autuori               |
| 2012–2013     | Alain Perrin                |
| 2013          | Marcel Van Buuren           |
| 2013–14       | Julio César Moreno          |
| 2014–15       | Fahad Thani                 |
| 2015–17       | Albert Fernández Caballería |
| 2017-20       | Félix Sánchez Bas           |
| 2020-22       | Nicolás Cordova             |
| 2023-presente | Ilídio Vale                 |